# Elsensee (Berlin)
Der Elsensee gehört neben dem Butzer See und dem Habermannsee zum Verbund der Kaulsdorfer Seen. Das Gewässer liegt im Berliner Ortsteil Mahlsdorf und befindet sich derzeit in Privatbesitz.

## Entstehung
Der Elsensee entstand als Tagebaurestloch einer Kiesgrube zu Beginn der 1980er Jahre. Der gewonnene Sand und Kies wurde für die Neubaugebiete in Marzahn-Hellersdorf verwendet. Nachdem der Abbau eingestellt wurde, hat sich die Grube nach und nach mit Grund- und Regenwasser gefüllt. Heute ist der Elsensee ein natürliches Biotop, mit hoher Tier- und Pflanzendiversität.

## Verwendung
Der Eigentümer des Elsensees möchte das Gewässer als Freibad mit Wasserskianlage den Bade- und Sportfans in der Umgebung zur Verfügung stellen. Bereits seit 2001 wurde das Vorhaben geplant, konnte jedoch bisher noch nicht umgesetzt werden. Die Wasserqualität des Sees sei laut EU-Vorgaben nicht gut genug, um es als Badegewässer klassifizieren zu können. Bisher wird Regenwasser aus den umliegenden Straßen und Plätzen über einen Graben ungefiltert in den See geleitet, dadurch nimmt die Schadstoffkonzentration zu und es besteht ein erhöhtes Gesundheitsrisiko. Der Eigentümer der Seen befindet sich derzeit in einem Rechtsstreit mit dem Land Berlin, da die wasserrechtliche Genehmigung für das Einleiten von Regenwasser fehlt.